# الجمعية الرياضية بجربة
جمعية جربة أو الجمعية الرياضية بجربة، هو نادٍ رياضي تونسي مقره منطقة حومة السوق في جزيرة جربة. ينشط فريق كرة القدم للنادي في الرابطة التونسية الثالثة لكرة القدم وقد سبق له أن لعب مرتين في الدرجة الأولى في موسم 2002-2003 و موسم 2000-2001 وأنهاهما في المرتبة قبل الأخيرة.أكبر غريم للنادي هو جاره الأمل الرياضي بجربة ميدون.
حقق الفريق صعوده للمرة الثالثة في تاريخه للرابطة المحترفة الأولى في أعقاب الموسم الرياضي 2013/2014. و قد احتلت الجمعية المرتبة الأولى في مرحلة التتويج متقدمة على مستقبل قابس و الترجي الرياضي الجرجيسي اللذان رافقاها للرابطة الأولى.

## الإدارة
الرئيس الوليد الرايس وأمين المال كريم بن خميس و كاتب عام جمال الطبجي 

### المدربين
- 1960 - 1961: محمد جبنون
- 1961-1962: علي ميلود
- 1962-1963: محمد جبنون
- 1963 - 1964: عمار نحالي
- 1966-1968: هادي برايك
- 1969-1970: أحمد مسلم
- 1971-1973: نور الدين ديوا
- 1973-1974: خالد غربي
- 1974-1977: طاهر بيلامين
- 1977-1978: Medenic [من؟] ثم
- مختار سوداني
- 1978-1979: علي راشد
- 1979-1981: حسن بجاوي
- 1981-1982: محمد العبد
- 1982-1984: فلاديمير فيدين
- 1984-1985: فلاديمير فيدرين ثم حسن بجاوي
- 1985-1986: ثان مونتي ثم احمد علياء
- 1986-1987: أحمد علياء ثم علي شبوح
- 1987 - 1988: فريد العروسي
- 1988-1989: علي راشد ثم حافظ قاضي
- 1989-1990: فاسيل رومانوف ثم حافظ قاضي
- 1990-1991: حسن بجاوي
- 1991-1992: حسن البجاوي ثم فؤاد الحمروني ثم حافظ القاضى
- 1992-1993: محسن العياري
- 1993-1994: محسن العياري ثم حسن بجاوي
- 1994-1995: حبيب الجربي
- 1995-1997: عز الدين خميلا
- 1997-1998: علي شبوح ثم محمد هنكوش ثم نيكولاس [من؟]
- 1998-1999: منذر قبير
- 1999-2000: محمد حنكوش ويوسف سرياتي
- 2000-2001: مصطفى هيدنا ثم مختار طليلي
- 2001 - 2002: جلال قادري
- 2002-2003: جليل قادري ثم كامل شبلي ثم نيكولاس [من؟]
- 2003-2004: حكيم براهم ثم اسكندر كاسري
- 2004-2005: محمد حنكوش وجليل قادري
- 2005-2006: فتحي الحاج إسماعيل ثم لسعد معمر ثم منذر بوزميطة
- 2006-2007: فتحي الحاج إسماعيل ثم مراد غربي ثم كامل بوغزالا
- 2007 - 2008: توفيق قريشي ثم شاكر مفتاح ثم محمد هنكوش
- 2008-2009: فتحي الحاج إسماعيل
- 2010-2013: زبير بوغنيا
- 2013-2014: سمير جويلي
- 2014-ديسمبر 2014: عبد الحي بن سلطان
- ديسمبر 2014-أبريل 2015: نور الدين بورقيبة
- أبريل 2015-2016: الحسين بن سدرين
- 2016-2017: ماهر جيزاني ثم اسكندر الحمروني
- 2017: شكري البجاوي
- 2017-201 ..: العربي الهيشري